# 死刑執行猶予
死刑執行猶予（しけいしっこうゆうよ、中: 死刑缓期执行/死刑緩期執行、 略称：死缓／死緩）、または執行猶予付き死刑判決（しっこうゆうよしつきしけいはんけつ）とは、中華人民共和国における独特の死刑制度の一つで、死刑判決を下した際、犯人に二年の執行猶予期間を与え、その間を故意犯を犯さなければ、死刑から無期懲役、さらに手柄を立てたと認められれば15～20年の懲役刑に減刑されるという制度である。
日本法における執行猶予とは異なり、死刑執行猶予の場合はその期間も刑務所に収監される。2年の間拘禁刑に服し、その間の更生、反省の態度を見て死刑執行の可否を判断するのが本制度の趣旨である。
犯罪事実が重大かつ猶予期間中の犯人に素行不良があり更生が望めないと判断されれば実際に死刑が執行される。死刑を執行する場合には改めて最高人民法院の承認が必要となる。